# سرگی مارتینوف (تیرانداز)
سرگی مارتینوف (بلاروسی: Сяргей Анатолевіч Мартынаў؛ زادهٔ ۱۸ مهٔ ۱۹۶۸) تیرانداز اهل بلاروس بود.
وی در مسابقات کشوری و بین‌المللی در مجموع برندهٔ ۱ مدال طلا، ۱ مدال نقره، ۴ مدال برنز شده‌است.